# Kunratice (ort i Tjeckien, Ústí nad Labem)
Kunratice är en ort i Tjeckien.   Den ligger i regionen Ústí nad Labem, i den norra delen av landet, 80 km norr om huvudstaden Prag. Kunratice ligger 333 meter över havet och antalet invånare är 251.
Terrängen runt Kunratice är huvudsakligen kuperad, men åt nordväst är den platt.Runt Kunratice är det ganska tätbefolkat, med 54 invånare per kvadratkilometer. Närmaste större samhälle är Děčín, 14,9 km väster om Kunratice. Omgivningarna runt Kunratice är en mosaik av jordbruksmark och naturlig växtlighet.